# Båtsjön (Vilhelmina socken, Lappland)
Båtsjön är en sjö i Vilhelmina kommun i Lappland och ingår i Vapstälvens huvudavrinningsområde. Sjön har en area på 1,45 kvadratkilometer och ligger 622,6 meter över havet. Sjön avvattnas av vattendraget Båtsjöbäcken.

## Delavrinningsområde
Båtsjön ingår i det delavrinningsområde (725296-146314) som SMHI kallar för Utloppet av Båtsjön. Medelhöjden är 646 meter över havet och ytan är 9,03 kvadratkilometer. Det finns inga avrinningsområden uppströms utan avrinningsområdet är högsta punkten. Båtsjöbäcken som avvattnar avrinningsområdet har biflödesordning 2, vilket innebär att vattnet flödar genom totalt 2 vattendrag innan det når havet efter 57 kilometer. Avrinningsområdet består mestadels av skog (49 procent) och sankmarker (31 procent). Avrinningsområdet har 1,45 kvadratkilometer vattenytor vilket ger det en sjöprocent på 16,1 procent.